# Finlande au Concours Eurovision de la chanson 1965
La Finlande a participé au Concours Eurovision de la chanson 1965 le 20 mars à Naples, en Italie. C'est la 5e participation de la Finlande au Concours Eurovision de la chanson.
Le pays est représenté par le chanteur Viktor Klimenko et la chanson Aurinko laskee länteen, sélectionnés par Yleisradio (YLE) au moyen d'une finale nationale.

## Sélection

### Euroviisut 1965
Le radiodiffuseur finlandais Yleisradio (YLE) organise l'édition 1965 de la finale nationale Euroviisut afin de sélectionner l'artiste et la chanson représentant la Finlande au Concours Eurovision de la chanson 1965.
La finale nationale finlandaise, présentée par Antti Einiö (fi) et Marion Rung, a lieu le 13 février 1965 aux studios YLE d'Helsinki.

#### Finale
Six chansons ont participé à cette sélection et sont toutes interprétées en finnois, langue officielle de la Finlande.
| Ordre | Artiste                | Chanson                | Langue            | Traduction                        | Points | Place |
| ----- | ---------------------- | ---------------------- | ----------------- | --------------------------------- | ------ | ----- |
| 1     | Marjatta Leppänen (fi) | Iltaisin (fi)          | Finnois           | Dans la soirée                    | 210    | 1     |
| 2     | Eero & Jussi           | Tahdon saaren          | Finnois           | Je veux une île                   | 84     | 6     |
| 3     | Ritva Mustonen (fi)    | Lapin taikarummut      | Finnois           | Les tambours magiques de Lapponie | 93     | 5     |
| 4     | Viktor Klimenko        | Aurinko laskee länteen | Finnois           | Le soleil se couche à l'ouest     | 195    | 2     |
| 5     | Katri Helena           | Minne tuuli kuljettaa  | Finnois           | Où le vent nous conduira          | 186    | 3     |
| 6     | Kai Lind (fi)          | Mon amie, mon amour    | Finnois, français | –                                 | 133    | 4     |

Lors de cette sélection, c'est la chanson Iltaisin interprétée par Marjatta Leppänen (fi) qui termine première avec 210 points, cependant la chanson ayant terminé deuxième avec 195 points, Aurinko laskee länteen, interprétée par Viktor Klimenko, a finalement été choisie par le jury professionnel.
Le chef d'orchestre sélectionné pour la Finlande à l'Eurovision 1965 est George de Godzinsky.

## À l'Eurovision
Chaque jury national attribue un, trois ou cinq points à ses trois chansons préférées.

### Points attribués par la Finlande
| 5 points | Luxembourg |
| 3 points | Suède      |
| 1 point  | France     |

Viktor Klimenko interprète Aurinko laskee länteen en 16e position lors de la soirée du concours, suivant le Luxembourg et précédant la Yougoslavie.
Au terme du vote final, la Finlande termine 15e et dernière — à égalité avec l'Allemagne, la Belgique et l'Espagne — sur les 18 pays participants, n'ayant reçu aucun point,.